# Pierre-Marc-Gaston de Lévis
Pour les articles homonymes, voir Lévis.
Pierre-Marc-Gaston de Lévis (1764-1830), deuxième duc de Lévis, pair de France, est un officier et homme politique français, auteur de plusieurs ouvrages littéraires, politiques et philosophiques, membre de l'Académie française.

## Biographie

### Origines et famille
Pierre-Marc-Gaston de Lévis est issu de la branche des seigneurs d'Ajac, branche cadette de la maison de Lévis, famille noble française originaire du village de Lévis dans le Hurepoix dont l'origine remonte au XIIe siècle.
Aîné des enfants du couple formé en 1762 par François Gaston de Lévis, premier duc de Lévis, maréchal de France (1719-1787), et Gabrielle Augustine Michel de Tharon (1744-1794), il a trois sœurs :
- Gabrielle-Augustine-Françoise de Lévis (1762-1848) mariée en 1780 avec Cristoforo Dominico de Spinola, ambassadeur à Paris de la république de Gênes ;
- Marie-Gabrielle-Artois de Lévis (1765-1794), mariée en 1783 avec Charles Félix René de Vintimille du Luc ;
- Henriette-Françoise de Lévis (1767-1794), mariée en 1785 avec Charles-Raymond-Ismidon de Béranger, comte de Béranger, baron de  Sassenage, marquis de Pont-en-Royans.

Les deux cadettes sont guillotinées avec leur mère le 10 juillet 1794.

### Sous l'Ancien Régime

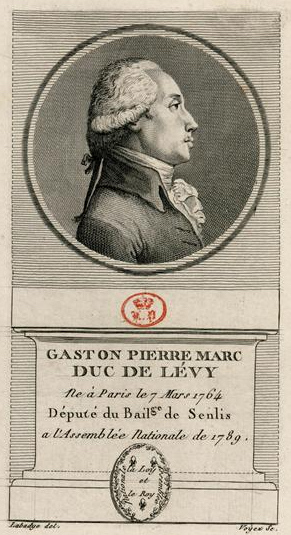
Gaston Pierre Marc de Levis (1764-1830), grand bailli de Senlis.

Entré à 13 ans à l'École royale d'Artillerie de Douai, Gaston de Lévis est nommé lieutenant en second en 1779, et promu, à 16 ans capitaine des gardes du corps du comte de Provence, Monsieur, frère du roi, futur Louis XVIII. Il est en poste à Saumur et à Strasbourg.
En 1782, il est promu capitaine à la suite du corps des carabiniers.
Avec Louis Doulcet de Pontécoulant, un camarade de l'École royale d'Artillerie, il effectue ensuite une longue mission d'instruction de six mois en Prusse (juillet 1784-janvier 1785). Il découvre aussi la Russie et la Pologne.
En 1788, il est nommé colonel attaché au régiment maréchal de Turenne.

### Député aux États généraux de 1789
Gaston de Lévis est nommé en janvier 1789 grand bailli d'épée du bailliage de Senlis. Cette position prééminente facilite, en mars 1789, son élection au seul siège réservé à la noblesse pour représenter le bailliage de Senlis aux États généraux. Il n'a pas 25 ans.
Il siège aux États généraux avec ses cousins Marc-Antoine de Lévis et Charles Philibert Marie Gaston de Lévis, qui seront tous deux guillotinés pendant la Terreur.
Aux États généraux, son mandat lui impose le vote par tête, mais il estime ne pas pouvoir rejoindre le Tiers état le 25 juin 1789. Il se montre favorable à une société libérale, se référant à la constitution anglaise. Le 22 juin 1791, il prête le serment des militaires. Il vote contre les assignats, et contre le rattachement d'Avignon et du comtat Venaissin.

### Pendant la Révolution et l'Empire
Il émigre après le 10 août 1792, rallie l'armée des princes, où il est mal reçu, et sert finalement comme simple soldat dans un régiment autrichien.
La décennie révolutionnaire voit le duc et la duchesse de Lévis effectuer plusieurs allers-retours entre la France et l'Angleterre, ensemble ou séparément.
Ils figurent sur la liste des émigrés à partir de 1794.
Gaston de Lévis participe à l'expédition de Quiberon. Il arrive face à Carnac le 25 juin 1795 et débarque une première fois le 27. Puis il prend le commandement de 300 royalistes d'Auray, débarque à nouveau cette fois face au fort de Penthièvre le 5 juillet, l'enlève à la garnison républicaine et, seul officier supérieur, prend le commandement d'environ 600 hommes pour barrer l'accès à la presqu'île de Quiberon. Il est blessé à la jambe le 16 juillet, son cheval tué sous lui, et peut finalement regagner un navire anglais qui le ramène à Plymouth le 27 juillet.
Il rentre en France après le 18 brumaire. En 1801, il rachète, près de Paris, le château de Champs, ancienne propriété de la famille de sa mère. Il le conservera jusqu'à sa mort, après laquelle ses enfants le vendront.
Il se consacre à l'écriture et se tient à l'écart du régime impérial. Homme d'esprit, il est apprécié par Chateaubriand.

### Sous la Restauration
Sous la première Restauration, il est nommé pair à vie par ordonnance du 4 juin 1814 et promu maréchal de camp en mars 1815. À la Chambre des pairs, il siège à droite, tout en se tenant à l'écart des ultras.
Au printemps 1815, il accompagne la duchesse d'Angoulême à Bordeaux et quitte la ville avec elle, avant de rejoindre Louis XVIII à Gand.
Sous la seconde Restauration, il est fait pair héréditaire, par ordonnance du 19 août 1815, puis duc-pair héréditaire (sans majorat), par ordonnance du 31 août 1817. Il siège à la Chambre des pairs jusqu'à sa mort.
En 1816, il est fait chevalier d'honneur de la duchesse de Berry.
Il est maire de Champs-sur-Marne de 1826 à 1830.

### Mariage et descendance
À 20 ans, Gaston de Lévis épouse Pauline Charpentier d'Ennery le 13 mai 1784 à l'église Saint-Eustache, à Paris. Âgée de 13 ans, elle est la fille unique de Victor-Thérèse Charpentier, comte puis marquis d'Ennery, maréchal des camps et armées du Roi, gouverneur de la Martinique puis de Saint Domingue, décédé en 1776, et de Rose Bénédicte d'Alesso d'Éragny. Elle hérite à cette date, de tous les biens de son père, dont le château d'Ennery (Val-d'Oise). Gaston et son épouse feront du château d'Ennery leur résidence préférée en y apportant de nombreux aménagements et embellissements. Elle meurt à Paris le 2 novembre 1829. Gaston et Pauline de Lévis ont deux enfants : 
- Adèle Charlotte Augustine de Lévis (1788-1848) mariée en 1809 avec Aymard Théodore de Nicolaÿ, comte de Nicolaÿ, pair de France de 1815 à 1830 (1782-1871), dont postérité ;
- Gaston-François Christophe de Lévis-Ajac, 3e duc de Lévis, puis duc de Lévis-Ventadour (1794-1863), marié à Paris en 1821 avec Marie Catherine Amanda d'Aubusson de la Feuillade (château de Riberpré, 4 juin 1798 - Paris, 28 mars 1854), fille de Pierre Raymond Hector d'Aubusson de La Feuillade et de Agathe de la Barberie de Reffuveille[4], sans enfant.

### Distinctions
- Élu en 1816 au 6e fauteuil de l'Académie française, où il succède à Pierre-Louis Roederer et précède Philippe-Paul de Ségur.
- Chevalier de l'ordre royal et militaire de Saint-Louis (1795) ;

- Chevalier de l'Ordre du Saint-Esprit le 30 septembre 1820 ;
- Chevalier de la Légion d'honneur (1826)

### Hommages et postérité
On lui doit la formule souvent répétée aujourd'hui « noblesse oblige » dans son recueil de Maximes et réflexions : « Lorsque l'on est issu d'une famille illustre, l'on doit apprendre à ses enfants que, si le public est disposé à honorer en eux le mérite de leurs parents, il s'attend à en trouver les traces dans leurs descendants : noblesse oblige. »

### Œuvres
- Maximes, préceptes et réflexions sur différens sujets de morale et de politique (1807, 1808, rééd. 1825)
- Les voyages de Kang-Hi ou nouvelles lettres chinoises (1810)
- Contes d'Antoine Hamilton, avec la suite des "Facardins" et de "Zénéyde" (1813)
- Souvenirs et portraits (1813), Paris, Deconchy, XXIII-266 pages ; (1815), Paris, Beaupré, XXIII-332 pages ; réédité sous le titre Souvenirs de Félicie (1882) ;
- L'Angleterre au commencement du XIXe siècle (1814), Paris, Renouard, XV-420 pages, tome 1er seul paru ;
- Considérations morales sur les finances (1816)
- Des emprunts en 1818 (1818)
- De l'autorité des chambres sur leurs membres (1819)
- De l'état du crédit en France au commencement de 1819 (1819)
- Considérations sur la situation financière de la France et sur le budget de 1825  (1824)
- La conspiration de 1821 ou les jumeaux de Chevreuse (1829)
- Lettre sur la méthode Jacotot, dite enseignement universel (1829)